# Antonio Maria Bononcini
 Antonio Maria Bononcini (18 de juny de 1677 - 8 de juliol de 1726) va ser un compositor italià nascut i mort a Mòdena. Era germà de Giovanni, que també va ser considerat un músic distingit en la seva època. Estrenà amb èxit algunes òperes, entre elles: 
- La regina creduta
- Re
- Arminio
- Tigrane, re d'Armenia
- Griselda
- Cajo Gracco
- Tumo Aricino
- Astianatte
- Eteocle

També és autor d'una cantata per a Nadal i un oratori titulat La decollazione di S. Gianbattista.